# Dikasterium für die Bischöfe
Das Dikasterium für die Bischöfe (lateinisch Dicasterium pro Episcopis, italienisch Dicastero per i Vescovi) ist ein Dikasterium in der römisch-katholischen Kirche und zuständig für alle Angelegenheiten, die Bischöfe betreffen, wie beispielsweise Ernennungen und Bischofssynoden.

## Geschichte
Dieses Dikasterium wurde bereits von Papst Sixtus V. mit der Apostolischen Konstitution Immensa Aeterni Dei vom 22. Januar 1588 als Konsistorialkongregation errichtet. Papst Pius X. erweiterte mit der Konstitution Sapienti consilio vom 29. Juni 1908 um die Zuständigkeiten für Bischöfe der Congregatio pro consultationibus episcoporum et regularium und übernahm selbst den Posten des Präfekten.
Papst Paul VI. veränderte mit der Apostolischen Konstitution Regimini ecclesiae universae vom 15. August 1967 den Namen in Kongregation für die Bischöfe und spezifizierte die Kompetenzen. Papst Johannes Paul II. ordnete mit der Konstitution Pastor Bonus vom 28. Juni 1988 das Verhältnis zur Kongregation für die orientalischen Kirchen und der Kongregation für die Evangelisierung der Völker neu.
Mit Inkrafttreten der Apostolischen Konstitution Praedicate Evangelium am 5. Juni 2022 erhielt das Dikasterium die Bezeichnung „Dikasterium für die Bischöfe“.

## Tätigkeiten
Am 29. Juni 1988 wurden das Direktorium für die „Visita ad limina“ veröffentlicht und gleichzeitig innerhalb der Kongregation ein Amt für deren Koordination gegründet.
1997 wurde eine Instruktion über die Diözesansynoden herausgegeben.
Ein Dekret der Kongregation vom 22. April 2001 konstituierte das Zentrale Amt für die Koordination der Militärordinariate.
Am 22. Februar 2004 erschien das Direktorium für den pastoralen Dienst der Bischöfe: Apostolorum Successores.
Außerdem ist ihr die 1958 von Papst Pius XII. eingerichtete Päpstliche Kommission für Lateinamerika zugeordnet, deren Präsident der Kardinalpräfekt des Bischofsdikasteriums ist.
Am 30. Januar 2023 ernannte Papst Franziskus Robert F. Prevost OSA, den ehemaligen Generalprior des Augustinerordens und Bischof von Chiclayo, den nunmehrigen Papst Leo XIV., zum Präfekten.

## Mitglieder
Das Dikasterium selbst besteht zusätzlich zum Präfekten aus Kardinälen, Erzbischöfen und Bischöfen sowie gegebenenfalls weiteren Personen, die vom Papst in der Regel für jeweils fünf Jahre berufen werden.
Papst Franziskus ernannte die Mitglieder des Dikasteriums wie folgt:
Kardinäle
- Anders Arborelius OCD (seit 2022[1])
- Jose F. Advincula (seit 2022[1])
- José Tolentino Calaça de Mendonça (seit 2022[1])
- Mario Grech (seit 2022[1])
- Arthur Roche (seit 2022[1])
- Lazarus You Heung-sik (seit 2022[1])
- Jean-Marc Aveline (seit 2022[1])
- Oscar Cantoni (seit 2022[1])
- Claudio Gugerotti  (seit 2023)[2]
- José Cobo Cano (seit 2023)[3]
- Grzegorz Ryś (seit 2023)[4]
- Víctor Manuel Fernández (seit 2023)[4]
- Emil Paul Tscherrig (seit 2024)[5]
- Rolandas Makrickas (seit 2025)[6]

Erzbischöfe
- Dražen Kutleša (seit 2022)[1]
- Andrés Gabriel Ferrada Moreira (seit 2024)[5]

Bischöfe
- Felix Genn (seit 2013)[7]
- Paul Tighe (seit 2022[1])
- José Antonio Satué Huerto (seit 2023)[3]

Sonstige
- Donato Ogliari OSB (seit 2022[1])
- Raffaella Petrini FSE (seit 2022[1])
- Yvonne Reungoat FMA (seit 2022[1])
- María Lía Zervino (seit 2022[1])

## Präfekten
- von 1908 bis 1967 der Papst
- Carlo Kardinal Confalonieri (1966 Pro-Präfekt) (1967–1973)
- Sebastiano Kardinal Baggio (1973–1984)
- Bernardin Kardinal Gantin (1984–1998)
- Lucas Kardinal Moreira Neves OP (1998–2000)
- Giovanni Battista Kardinal Re (2000–2010)
- Marc Kardinal Ouellet PSS (2010–2023)
- Robert F. Kardinal Prevost OSA (2023–2025, dann Papst Leo XIV.)
- vakant (seit 2025)

## Sekretäre
- Marcello d’Aste (1695–1698)
- Domenico Kardinal Riviera (1710–1730)
- Filippo Maria Monti (1730–1735?)
- Filippo Maria Pirelli (1763–1766)
- Giulio Maria della Somaglia (1787–1795)
- Fabrizio Kardinal Sceberras Testaferrata (1815–1818)
- Raffaele Mazio (1818–1819)
- Carlo Zen (1819–1825)
- Gaetano Kardinal Baluffi (1845–1846)
- Ruggero Luigi Emidio Antici Mattei (1850–1875)
- Pietro Lasagni (1875–1882)
- Carmine Kardinal Gori-Merosi (1882–1886)
- Carlo Nocella (1892–1899)
- Gaetano Kardinal de Lai (1908–1928)
- Carlo Kardinal Perosi (1928–1930)
- Raffaele Carlo Kardinal Rossi OCD (1930–1948)
- Adeodato Giovanni Kardinal Piazza OCD (1948–1957)
- Marcello Kardinal Mimmi (1957–1961)
- Carlo Kardinal Confalonieri (1961–1965)
- Francesco Carpino (1965–1967)
- Ernesto Civardi (1967–1979)
- Lucas Moreira Neves OP (1979–1987)
- Giovanni Battista Re (1987–1989)
- Justin Francis Rigali (1989–1994)
- Jorge María Mejía (1994–1998)
- Francesco Monterisi (1998–2009)
- Manuel Monteiro de Castro (2009–2012)
- Lorenzo Baldisseri (2012–2013)
- Ilson de Jesus Montanari (seit 2013)